# Minua punctiacuta
Minua punctiacuta is een hooiwagen uit de familie Minuidae.